# Castelo de Villefranche

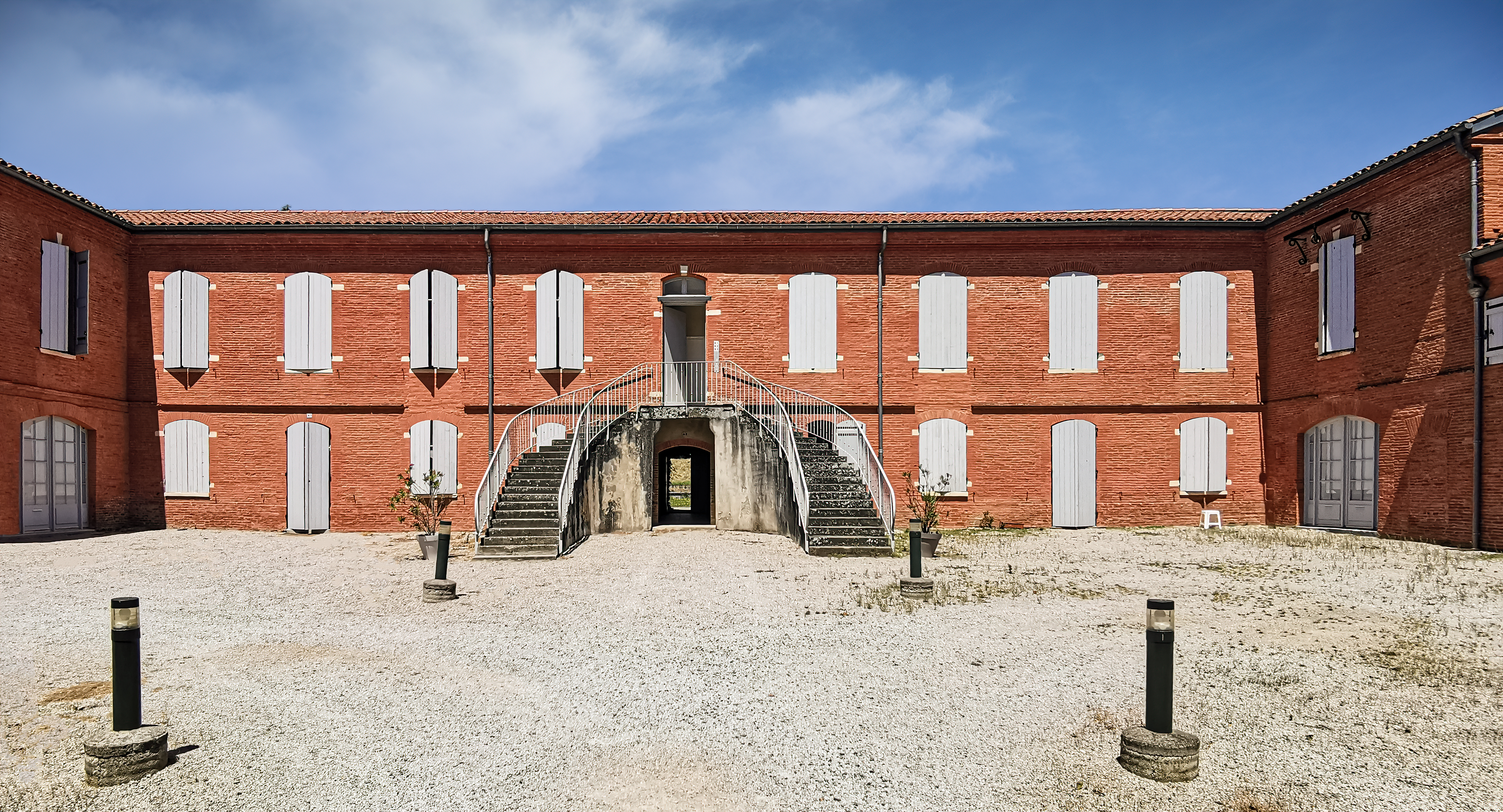
Pátio interno

O Castelo de Villefranche é um castelo e mansão na comuna de Villeneuve-lès-Bouloc em Haute-Garonne, na França. Originalmente construído no século XVI, foi transformado nos séculos XVIII e XIX.
O castelo era uma grande casa do final do século XVI, reconstruída de acordo com o gosto contemporâneo dos séculos XVIII e XIX. A residência, cercada por jardins e parques antigos, mantém a sua escala da era renascentista e um portal arquitectónico. No interior, vários quartos estão decorados com papel de parede da década de 1810. Os edifícios externos incluem edifícios agrícolas do século XVIII e um curral de ovelhas datado de 1868. Uma propriedade privada, está classificado desde 2005 como monumento histórico pelo Ministério da Cultura da França.